# 巴爾維諾克 (盧茨克區)
50°49′5″N 24°54′38″E / 50.81806°N 24.91056°E
巴爾維諾克（烏克蘭語：Барвінок），是烏克蘭的村落，位於該國西部沃倫州，由盧茨克區負責管轄，始建於1964年，面積0.14平方公里，海拔高度224米，2023年人口0，人口密度每平方公里14.6人。